# Mr. Wong (detective)
James Lee Wong, abbreviato semplicemente in Mr. Wong, è un detective privato immaginario creato dalla penna di Hugh Wiley nel 1934.

## Descrizione
Mr. Wong ha origini cinesi, ma vive a San Francisco da molti anni ed è cittadino americano. Nelle sue avventure mette a disposizione della polizia di San Francisco, la sua abilità investigativa ed i suoi rapporti privilegiati con la comunità cinese. Capo della polizia è il capitano William Street. Altro personaggio ricorrente nei racconti è l'intraprendente giornalista Roberta 'Bobbie' Logan.

## Racconti
Il personaggio di James Lee Wong ebbe un discreto successo negli anni 30 del secolo scorso negli USA, tanto che Hugh Wiley scrisse e pubblicò sulla rivista Collier's, un totale di 20 racconti tra il 1934 ed il 1940. 
Di seguito l'elenco con i titoli originali:
- "Medium Well Done" (10 marzo 1934, Collier's)
- "The Thirty Thousand Dollar Bomb" (28 luglio 1934, Collier's)
- "Ten Bells" (4 Agosto 1934, Collier's)
- "Long Chance" (15 Dicembre 1934, Collier's)
- "In Chinatown" (30 Giugno 1934, Collier's)
- "A Ray Of Light" (25 Maggio 1935, Collier's)
- "Jaybird's Chance" (20 Luglio 1935, Collier's)
- "Scorned Woman" (14 Settembre 1935, Collier's)
- "Three Words" (2 Novembre 1935, Collier's)
- "Too Much Ice" (29 giugno 1935, Collier's)
- "No Witnesses" (15 Febbraio 1936, Collier's)
- "Seven Of Spades" (5 Settembre 1936, Collier's)
- "Hangman's Knot" (13 Febbraio 1937, Collier's)
- "No Smoking" (6 Novembre 1937, Collier's)
- "The Bell From China" (26 Marzo 1938, Collier's)
- "The Feast Of Kali" (25 Giugno 1938, Collier's)
- "The Eye of Heaven" (8 Gennaio 1938, Collier's)
- "The Heart of Kwan Yin" (17 Febbraio 1940, Collier's)
- "Footwork" (2 Maggio 1940, Collier's)
- "The Room of Death" (13 Aprile 1940, Collier's)

I racconti sono inediti in Italia.

## Film
A partire dal 1938, Mr. Wong fu il protagonista di una serie di sei film gialli prodotti dalla Monogram Pictures, i primi cinque diretti dal regista William Nigh, e con Boris Karloff nel ruolo di Wong, mentre l'ultimo venne diretto da Phil Rosen  ed interpretato da Keye Luke, già noto alla Monogram, per aver recitato nella serie di Charlie Chan dove ricopriva il ruolo di figlio numero uno.
- 1938 La morte invisibile (Mr. Wong, detective)
- 1939 Vendetta (The mistery of Mr. Wong)
- 1939 Città cinese (Mr. Wong in Chinatown)
- 1940 L'ora fatale (The fatal hour)
- 1940 Condannato a morte (Doomed to die)
- 1940 Il fantasma della città (Phantom of Chinatown)

## Curiosità
Nel 1939 Mr. Wong appare anche come protagonista di una serie di fumetti pubblicati dalla rivista Popular Comics.